# 克拉瑟克冰川
69°57′S 70°17′W / 69.950°S 70.283°W
克拉瑟克冰川（英語：Clarsach Glacier）是南極洲的冰川，位於亞歷山大一世島北部，由美國探險隊拍攝空中照片，在1960年根據英國測量隊的照片被繪入地圖。